# Gizela Szwabska
Gizela Szwabska (ur. 11 listopada 989, według płyty nagrobnej 999, zm. 15 lutego 1043 w Goslarze), królowa Niemiec i cesarzowa, córka księcia Szwabii Hermana II i Gerbergi, córki króla Burgundii Konrada I Spokojnego.
Ok. 1002 Gizela poślubiła hrabiego Brunona I (zapewne hrabiego Brunszwiku) (zm. 1012–1014). Jej drugim mężem został książę Szwabii Ernest I (zm. 31 maja 1015), syn margrabiego Austrii Leopolda I Babenberga i Richwardy. Ernest i Gizela mieli razem dwóch synów:
- Ernest II (ok. 1014 – 17 sierpnia 1030), książę Szwabii
- Herman IV (przed lutym 1016 – 28 lipca 1038), książę Szwabii

Po śmierci drugiego męża sprawowała do chwili ponownego zamążpójścia regencję w imieniu syna Ernesta II. W końcu 1016 lub w styczniu 1017 poślubiła Konrada, późniejszego cesarza (12 lipca 990 – 4 czerwca 1039), syna hrabiego Henryka ze Spiry i Adelajdy, córki księcia Lotaryngii Konrada Czerwonego. Konrad i Gizela mieli razem syna i dwie córki:
- Henryk III (29 października 1017 – 5 października 1056), cesarz rzymski
- Beatrycze (ok. 1030 – 26 września 1036)
- Matylda (1027 – styczeń 1034)

21 września 1024 r. została w Kolonii koronowana na królową Niemiec, a 26 marca 1027 w Rzymie na cesarzową. Aktywnie uczestniczyła w życiu politycznym Cesarstwa, brała udział w obradach rady cesarskiej oraz wielu synodów kościelnych. Nakłoniła swojego krewniaka, Rudolfa III Burgundzkiego, aby przekazał swoje państwo jej mężowi, co nastąpiło w 1032 r. Nie miała dobrych relacji ze swoim synem Henrykiem III, więc po śmierci męża w 1039 r. nie odgrywała już znaczącej roli politycznej. Została pochowana w katedrze w Spirze.

## Literatura
- Wolfgang Huschner, Kaiserin Gisela. Klügste Beraterin Konrads II. [w:] Erika Uitz (Hrsg.): Herrscherinnen und Nonnen. Frauengestalten von der Ottonenzeit bis zu den Staufern. Deutscher Verlag der Wissenschaften, Berlin 1990, ISBN 3-326-00565-2, S. 108–133
- Gertrud Thoma, Kaiserin Gisela. [w:] Karl Rudolf Schnith (Hrsg.): Frauen des Mittelalters in Lebensbildern. Styria, Graz u. a. 1997, ISBN 3-222-12467-1, S. 90–120
- Herwig Wolfram, Konrad II. 990–1039. Kaiser dreier Reiche., München 2000, ISBN 3-406-46054-2.